# Gratjärnen
Gratjärnen är en sjö i Rättviks kommun i Dalarna och ingår i Dalälvens huvudavrinningsområde. Sjön har en area på 0,0661 kvadratkilometer och ligger 286,2 meter över havet.

## Delavrinningsområde
Gratjärnen ingår i det delavrinningsområde (676791-145449) som SMHI kallar för Utloppet av Icksjön. Medelhöjden är 291 meter över havet och ytan är 12,19 kvadratkilometer. Räknas de 4 avrinningsområdena uppströms in blir den ackumulerade arean 55,74 kvadratkilometer. Ickån som avvattnar avrinningsområdet har biflödesordning 2, vilket innebär att vattnet flödar genom totalt 2 vattendrag innan det når havet efter 316 kilometer. Avrinningsområdet består mestadels av skog (42 procent) och sankmarker (42 procent). Avrinningsområdet har 1,66 kvadratkilometer vattenytor vilket ger det en sjöprocent på 13,6 procent.